# Neoescolástica
A neoescolástica, também conhecida como neotomismo, é um movimento filosófico-teológico de revitalização da escolástica medieval. Representa uma recuperação criativa da metafísica e epistemologia de Tomás de Aquino. Impulsionado pela encíclica Aeterni Patris, do Papa Leão XIII, de 4 de agosto de 1879, e desenvolvido na  primeira metade do século XIX, o movimento alcançou sua mais ampla difusão entre as  décadas de 1910 e   1960.
Por vezes a neoescolástica tem sido chamada de neotomismo, em parte porque Tomás de Aquino deu a forma final à escolástica no século XIII. Assim, fixou-se a ideia do tomismo como a mais destacada vertente  da escolástica - o pensamento teológico e filosófico cristão medieval desenvolvido nas universidades, entre o  século VIII e o Renascimento. Ademais, dentro da Ordem dos Dominicanos, o escolasticismo tomista permaneceu, desde o tempo de Tomás de Aquino, mesmo depois da devastação causada pela Reforma, pela Revolução Francesa e pela ocupação napoleônica. A partir da morte de São Tomás de Aquino, as legislações dos Capítulos Gerais, assim como das Constituições da Ordem, exigiam que todos os dominicanos ensinassem a doutrina de São Tomás, tanto em filosofia como em teologia, o que foi importante para a preservação do tomismo e para o surgimento do neotomismo. O método escolástico declinou com o advento do humanismo, nos séculos XV e XVI, após o que passou a ser visto por alguns como rígido e formalista. Mas a filosofia escolástica não desapareceu. 
No século XVI, teve lugar  um importante movimento de reavivamento tomístico - a escola de Salamanca -, que enriqueceu a literatura escolástica com muitas contribuições eminentes.  Gabriel Vásquez (1551-1604), Francisco de Toledo Herrera (1532-1596),  Pedro da Fonseca (1528-1599), Francisco de Vitoria  (1483-1546), Domingo de Soto (1494 - 1560), Luis de Molina (1535 — 1600) e, especialmente, Francisco Suárez (1548-1617) foram pensadores profundos, dignos dos grandes mestres cujos princípios haviam adotado."  É comum aplicar-se o termo "neoescolástica" à escola de Salamanca .
Na primeira metade do século XX surgiram importantes escolas neotomistas, principalmente na França e na Bélgica (Universidade Católica de Louvain), mas também na Itália (Universidade Católica do Sagrado Coração, em Milão), no Canadá (Universidade de Ottawa e Universidade Laval) e nos Estados Unidos  (Universidade Católica da América, em Washington). Entre os representantes contemporâneos mais conhecidos do neotomismo  estão Jacques Maritain, Étienne Gilson, André Marc, Erich Przywara, Johannes Baptist Lotz, Walter Brugger, Karl Rahner, Bernard Lonergan e Emerich Coreth, 

## Correntes

### Corrente tradicional
Os representantes desse movimento não pretenderam enriquecer a doutrina tomista, mas mostrar aquilo que é eternamente durável em metafísica. Assim, adotaram uma atitude defensiva e desafiante contra os "erros" da modernidade. A maioria das obras desse fluxo são escritas em latim, como é o caso de:
1- Tommaso Maria Zigliara (1833-1893), autor italiano de Summa philosophica, em 3 volumes. O Papa Leão XIII nomeou-o cardeal e presidente da Academy of St. Thomas;
2- Albert Farges, autor de Estudos filosóficos, em 9 volumes e um curso de filosofia, adotado como livro-texto para muitos seminários;
3- Reginald Garrigou-Lagrange (1877-1964), autor de Uma síntese tomista e Deus;
4- O cardeal Louis Billot (1846-1931), cujo retorno ao St. Thomas manifestou a sua independência em face de Francisco Suárez (que tem grande influência sobre a neoescolástica alemã).

### Corrente progressista
Essa corrente não se contenta em restaurar as antigas doutrinas tomistas, mas tenta incorporar todo o lado bom do pensamento moderno, visando enriquecer o tomismo (severa contra os "erros" do pensamento moderno). A figura central dessa corrente é o cardeal Désiré-Joseph Mercier. Muitas escolas afirmam pertencer a essa tendência.

## Escolas

### Histórica
A escola histórica do tomismo foi aplicada ao estudo da filosofia medieval e contribuiu para redescobri-la usando os métodos de crítica moderna:
1- Na Bélgica: Maurice De Wulf;
2- Na Alemanha: Martin Grabmann;
3- Na França: Pierre Mandonnet, fundador da Bibliothèque thomiste, Étienne Gilson e Marie-Dominique Chenu;
4- Em Espanha: Miguel Asin Palacios, autor de Estudos comparativos de espiritualidades cristãs e muçulmanas.

### Progressista
A escola tem como objetivo enriquecer e renovar o tomismo progressiva. O pensamento escolástico se expandiu em todas as áreas, da política à metafísica, da epistemologia à moral. O principal representante francês dessa tendência, assim como Antonin Sertillanges, é Jacques Maritain. Ele também destaca o cardeal Joseph Désiré-Félicien-François Mercier, fundador do Instituto Superior de Filosofia da Universidade Católica de Leuven, onde ensinou Joseph Maréchal.
Finalmente, a neoescolástica italiana da Escola de Milão, fundada por Agostino Gemelli, fundador da Revue de filosofia escolástica. Enfrentaram o positivismo científico e o idealismo hegeliano de Benedetto Croce e Giovanni Gentile. Atualmente, o trabalho dessa escola é centrado em torno das ligações entre tomismo e as tendências atuais, como a fenomenologia, particularmente a obra de Emmanuel Falque.

## Elementos tradicionais
A neoescolástica procura restaurar as doutrinas orgânicas fundamentais consagradas na escolástica do século XIII. Ela argumenta que a filosofia não varia de acordo com cada fase da história e que, se os grandes pensadores medievais (Tomás de Aquino, Boaventura e João Duns Escoto) conseguiram construir um sistema filosófico sólido sobre as informações fornecidas pelos gregos, especialmente Aristóteles, deve ser possível elevar o espírito da verdade que contém a especulação da Idade Média.

## Visões externas
Émile Boutroux pensou que o sistema aristotélico poderia servir como uma compensação ao kantismo. Paulsen e Rudolf Christoph Friedrich declararam a neoescolástica como o rival do kantismo e afirmaram  o conflito entre eles como o "choque de dois mundos". Adolf von Harnack, Seeberg e outros argumentaram contra subestimar o valor da doutrina escolástica. No final do século XIX, a neoescolástica ganhou terreno entre os católicos contra outros pontos de vista, como o tradicionalismo, o ontologismo, o dualismo de Anton Günther e o pensamento cartesiano. Foi aprovada em quatro congressos católicos: Paris (1891), Bruxelas (1895), Freiburg (1897) e Munique (1900).